# Movimento dos Trabalhadores Sem-Teto
O Movimento dos Trabalhadores Sem-Teto (MTST) é um movimento de caráter social, político e popular fundado em 1997  que advoga principalmente pelo direito à moradia, pela reforma urbana e pela diminuição da desigualdade social. Inicialmente organizado como um setor urbano do Movimento dos Trabalhadores Rurais Sem Terra (MST) numa época em que a população brasileira se concentrava cada vez mais nas cidades, o MTST surgiu em decorrência das dificuldades encontradas com a falta de moradia adequada nas periferias dos grandes centros urbanos. Sua forma de atuação principal é a ação direta através da ocupação de bens imóveis que não atendem à sua função social, tendo também consolidado seu protagonismo entre os movimentos sociais através de manifestações e protestos a partir das Jornadas de Junho. Atualmente o movimento organiza 55 mil famílias em 14 estados do Brasil.

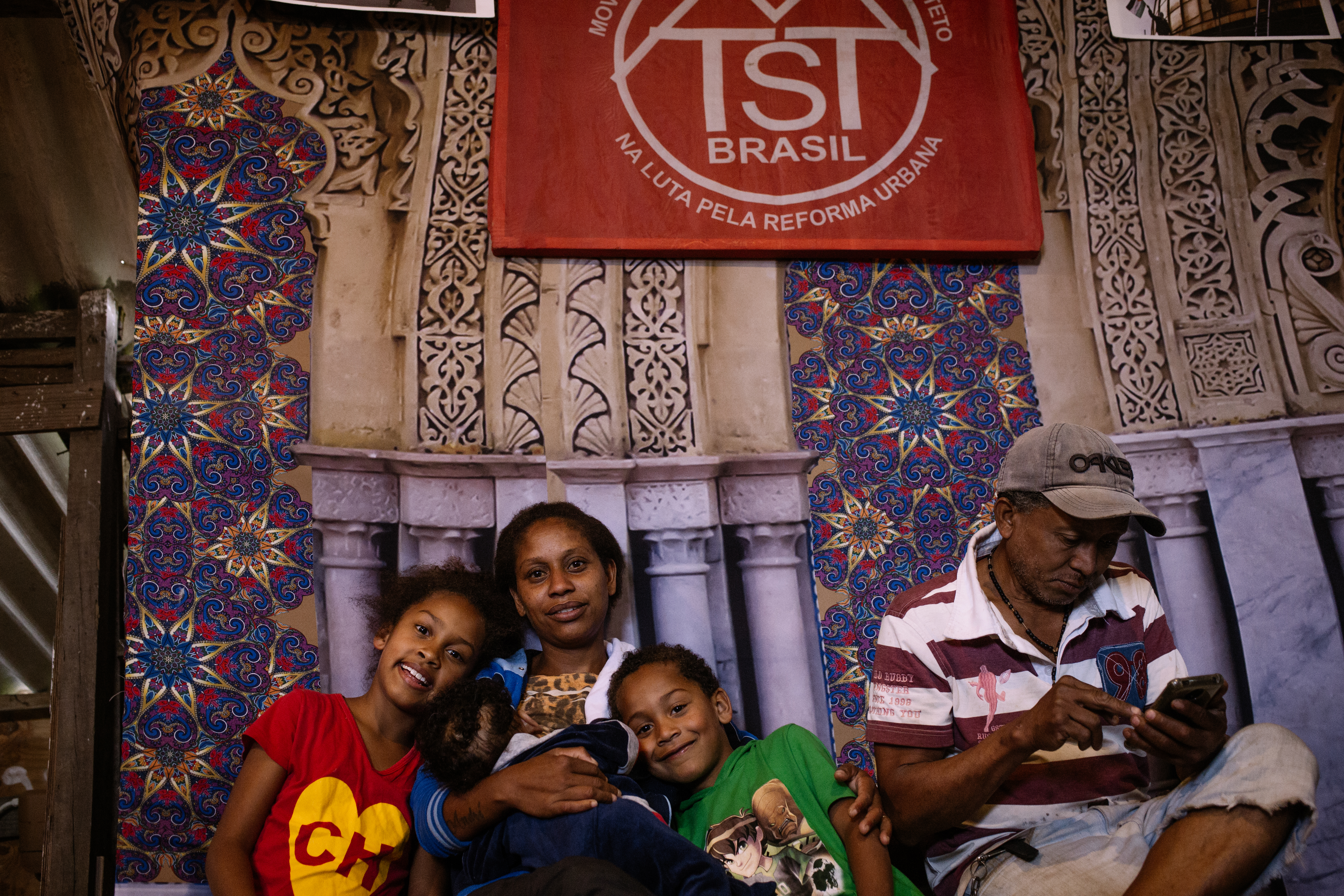
Família na Ocupação Nova Palestina, do MTST, em São Paulo (SP)

Há uma divergência sobre a legalidade das ocupações, muitas vezes sendo classificadas como "invasões" pela grande mídia e algumas autoridades. O movimento sofreu repressão em diversos momentos durante sua trajetória, como em 2003 durante a ocupação de um terreno da Volkswagen em São Bernardo do Campo e na desocupação do Pinheirinho onde um dos coordenadores nacionais do MTST foi espancado e detido pela GMC.
A coordenação do movimento criticou o desempenho do governo Temer no programa Minha Casa, Minha Vida em 2017 que deixou de cumprir a meta de entrega de 170 mil casas.
Em abril de 2018, o MTST ocupou o tríplex que a Operação Lava-Jato supunha ser do ex-presidente Luiz Inácio Lula da Silva no Guarujá. A ocupação visava a mostrar que o imóvel não lhe pertencia. Quatro anos depois, o caso contra Lula foi arquivado, uma vez que as provas foram consideradas nulas após a demonstração de parcialidade do juiz Sérgio Moro.
Durante as enchentes no Rio Grande do Sul em 2024 o movimento organizou cozinhas comunitárias para distribuir alimentos às pessoas atingidas pelo evento climático.
O Núcleo de Tecnologia do Movimento dos Trabalhadores Sem-Teto desenvolveu em 2024 um jogo online chamado Imobilidade Urbana. O jogo é ambientado em um cenário 2D, com uma temática de terror. O principal objetivo do jogo é conscientizar as pessoas jogadoras sobre as implicações negativas das privatizações do transporte público.